# Nørre Kongerslev
Nørre Kongerslev is een plaats in de Deense regio Noord-Jutland, gemeente Aalborg. De plaats telt 289 inwoners (2019).
De plaatsnaam wordt voor het eerst in 1390 vermeld als Nørkwngæsløf. Deze naam betekent zoveel als 'eigendom van de koning', hetgeen wijst op koninklijk grondbezit in de omgeving.
Nørre Kongerslev ligt op de rand van een heuvellandschap dat grenst aan het veengebied Lille Vildmose. Twee kilometer ten oosten van Nørre Kongerslev ligt de Kællingbjerg, een klif van kalksteen, waar de resten van een begraafplaats uit de IJzertijd zijn gevonden.
In Nørre Kongerslev ligt de dorpskerk, de Nørre Kongerslev kirke. Deze 12e-eeuwse kerk heeft een romaans schip en koor; de toren is gebouwd in laat-gotische stijl.